# إسحاق بوستوس
إسحاق بوستوس (بالإسبانية: Isaac Bustos)‏ مواليد 16 فبراير 1975 في مدينة مكسيكو، المكسيك، هو ملاكم محترف مكسيكي يصنف ضمن فئة وزن الذبابة. حقق بطولة المجلس العالمي للملاكمة.

## إحصائيات
خاض خلال مسيرته 38 نزالا، فاز في 25 وتعادل في 3 وخسر في 10. فاز بالضربة القاضية في 13 نزالا.

## روابط خارجية
- إسحاق بوستوس على موقع بوكس ريك (الإنجليزية) (registration required)